# استان نالوت
یکی از استان‌های کشور لیبی است.
مرکز این استان شهری است به نام نالوت.

## شهرستان‌ها
| - الحرابة - تندمیرة - طمزین - کاباو - فرسطاء - أولاد طالب - وازن - أولاد محمود - المجابرة | - تیجی - بدر - الجوش - الغزایا - الحوامد - نالوت - وادی بالرصف - وادی السدر |  |